# Josef Altstötter

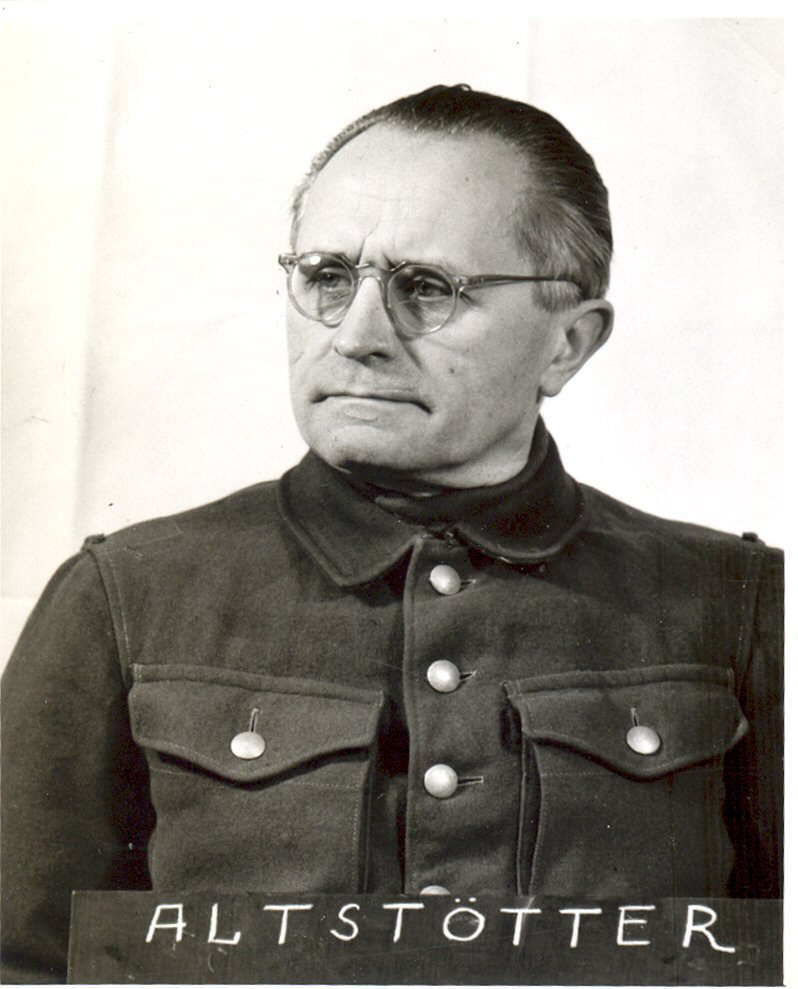
Josef Altstötter bei den Nürnberger Prozessen

Josef Altstötter (* 4. Januar 1892 in Griesbach; † 13. November 1979 in Nürnberg) war ein deutscher Jurist. Von 1943 bis 1945 war er Ministerialdirektor im Reichsjustizministerium.

## Frühes Leben
Nach dem Besuch der Volksschule und des Gymnasiums in Landshut studierte Altstötter ab 1911 Jura in München und Erlangen, unterbrochen durch seine Teilnahme am Ersten Weltkrieg, wo er unter anderem mit dem Eisernen Kreuz I. und II. Klasse ausgezeichnet wurde.

## Berufslaufbahn
Altstötter studierte Rechtswissenschaft und wurde 1912 Mitglied der Verbindung Babenbergia (seit 1933 Münchener Burschenschaft Babenbergia). Er schloss 1920 das Studium in München ab und begann 1921 als Gerichtsassessor im bayerischen Justizministerium zu arbeiten.
Ab 1927 war er im Reichsjustizministerium tätig, wechselte 1933 ins Reichsgericht nach Leipzig (seit 1935 Reichsgerichtsrat) und schließlich 1936 ins Reichsarbeitsgericht. Von 1939 bis 1942 war er bei der Wehrmacht.
Ab 1. Januar 1943 war er wieder im Reichsjustizministerium (Abteilung VI: Bürgerliches Recht und Rechtspflege) tätig, wo er im Mai 1943 zum Reichsministerialdirektor ernannt wurde und bis zum Kriegsende blieb. Ein Teil von Altstötters Ressort beinhaltete auch die Rassengesetzgebung. Sein Amt setzte auch die Änderung des Erb- und Familienrechtes durch, so dass nach dem Tod von Juden deren Eigentum nicht an ihre Kinder, sondern (kraft Gesetzes) an das Reich überging – also konfisziert wurde.

## Mitglied der NSDAP und der SS
Vor der Machtübernahme der Nationalsozialisten war Altstötter Mitglied des Stahlhelms. Als dieser in eine NS-Organisation umstrukturiert wurde, wurde Altstötter Mitglied der SA (SA-Nummer: Mitglied 3 I). Am 1. November 1937 beantragte er die Aufnahme in die NSDAP und wurde rückwirkend zum 1. Mai desselben Jahres aufgenommen (Mitgliedsnummer 5.823.836).
Josef Altstötter war mit hochrangigen SS-Führern befreundet, unter anderem mit Heinrich Himmler, Ernst Kaltenbrunner und Gottlob Berger. Am 15. Mai 1937 wechselte Altstötter von der SA in die SS (SS-Nr. 289.254) und erreichte dort 1944 den Rang eines SS-Oberführers.

## Nachkriegszeit
Josef Altstötter wurde 1947 im Nürnberger Juristenprozess angeklagt. Die Anklage beschuldigte ihn unter anderem der Beteiligung an Kriegsverbrechen und Verbrechen gegen die Menschlichkeit. Konkret bedeutete dies nicht nur Mitarbeit an den Rassengesetzen, sondern auch, dass Altstötter an Adolf Hitlers „Nacht-und-Nebel-Erlass“ maßgeblich beteiligt war. Verteidiger war Hermann Orth.
Allerdings reichten die Beweise nur aus, um ihn wegen der Zugehörigkeit zur SS zu verurteilen. Altstötter wurde am 4. Dezember 1947 zu fünf Jahren Gefängnis verurteilt, doch nach 2½ Jahren, 1950, aus dem Kriegsverbrechergefängnis Landsberg entlassen.
Altstötter konnte bald darauf als Rechtsanwalt in Nürnberg Fuß fassen. Von 1950 bis 1966 ging er dem Beruf nach, bis er in Rente ging und im Alter von 87 Jahren in Nürnberg verstarb.

## Veröffentlichungen
- Mitherausgeber des von Alexander Achilles und Max Greiff begründeten Kommentars zum Bürgerlichen Gesetzbuch („Achilles-Greiff“) von der 14. bis zu 18. Auflage, Berlin 1937 bis 1944
- Konkursordnung nebst dem Einführungsgesetz, der Vergleichsordnung, dem Anfechtungsgesetz und zahlreichen anderen Nebengesetzen. Textausgabe mit Verweisungen und Sachverzeichnis, München 1930
- Das Gerichtsvollzieherwesen in Bayern. Vorschriftensammlung mit Inhaltsverzeichnis, Sachregister und einer Einführung in die einfachsten Begriffe des Wechselrechts, München 1928
- Gesetz über den Vergleich zur Abwendung des Konkurses (Vergleichsordnung) vom 5. Juli 1927. Textausgabe mit Einleitung, Anmerkungen und Sachverzeichnis, München 1927